# Licininae
Licininae zijn een onderfamilie van kevers (Coleoptera) die behoren tot de familie van loopkevers of Carabidae. De onderfamilie werd in 1810 door Franco Andrea Bonelli voor het eerst beschreven.
Tot de geslachten behoren:
- Acanthoodes Basilewsky, 1953
- Actodus Alluaud, 1915
- Acutosternus Lecordier & Girard, 1988
- Adelopomorpha Heller, 1916
- Anatrichis LeConte, 1853
- Atrotus Peringuey, 1896
- Badister Clairville, 1806
- Brachyodes Jeannel, 1949
- Callistomimus Chaudoir, 1872
- Callistus Bonelli, 1810
- Camptotoma Reiche, 1843
- Chaetocrepis Chaudoir, 1856
- Chaetogenys Emden, 1958
- Chlaenius Bonelli, 1810
- Colpostoma Semenov, 1889
- Coptocarpus Chaudoir, 1857
- Cuneipectus Sloane, 1907
- Dercylinus Chaudoir, 1883
- Dercylus Castelnau de Laporte, 1832
- Derostichus Motschulsky, 1859
- Dicaelindus W.S. MacLeay, 1825
- Dicaelus Bonelli, 1813
- Dicrochile Guerin-Meneville, 1846
- Dilonchus Andrewes, 1936
- Diplocheila Brulle, 1834
- Eccoptomenus Chaudoir, 1850
- Ectenognathus Murray, 1958
- Epomis Bonelli, 1810
- Eurygnathus Wollaston, 1854
- Eutogeneius Solier, 1849
- Evolenes LeConte, 1853
- Geobaenus Dejean, 1829
- Harpaglossus Motschulsky, 1858
- Holcocoleus Chaudoir, 1883
- Hololeius LaFerte-Senectere, 1851
- Holosoma Semenov, 1889
- Hoplolenus La Ferte-Senectere, 1851
- Hormacrus Sloane, 1898
- Lachnocrepis LeConte, 1853
- Lacordairia Castelnau, 1867
- Lestignathus Erichson, 1842
- Licinus Latreille, 1802
- Lobatodes Basilewsky, 1956
- Lonchosternus LaFerte-Senectere, 1851
- Macroprotus Chaudoir, 1878
- Martyr Semenov & Znojko, 1929
- Megaloodes Lesne, 1896
- Melanchiton Andrewes, 1940
- Melanchrous Andrewes, 1940
- Microferonia Blackburn, 1890
- Microodes Jeannel, 1949
- Microzargus Sciaky & Facchini, 1997
- Miltodes Andrewes, 1922
- Nanodiodes Bousquet, 1996
- Neoodes Basilewsky, 1953
- Omestes Andrewes, 1933
- Oodes Bonelli, 1810
- Oodinus Motschulsky, 1864
- Orthocerodus Basilewsky, 1946
- Parachlaenius Kolbe, 1894
- Perissostomus Alluaud, 1930
- Physolaesthus Chaudoir, 1850
- Physomerus Chaudoir in Oberthur, 1883
- Platylytron MacLeay, 1873
- Polychaetus Chaudoir, 1882
- Prionognathus LaFerte-Senectere, 1851
- Procletodema Peringuey, 1899
- Procletus Peringuey, 1896
- Protopidius Basilewsky, 1949
- Pseudosphaerodes Jeannel, 1949
- Rhopalomelus Boheman, 1848
- Siagonyx MacLeay, 1873
- Simous Chaudoir, 1882
- Sphaerodes Bates, 1886
- Sphaerodinus Jeannel, 1949
- Sphodroschema Alluaud, 1930
- Stenocrepis Chaudoir, 1857
- Stenoodes Basilewsky, 1953
- Stuhlmannium Kolbe, 1894
- Systolocranius Chaudoir, 1857
- Thryptocerus Chaudoir, 1878
- Vachinius Casale, 1984
- Zargus Wollaston, 1854